# الوحدوية الإيطالية في كورسيكا

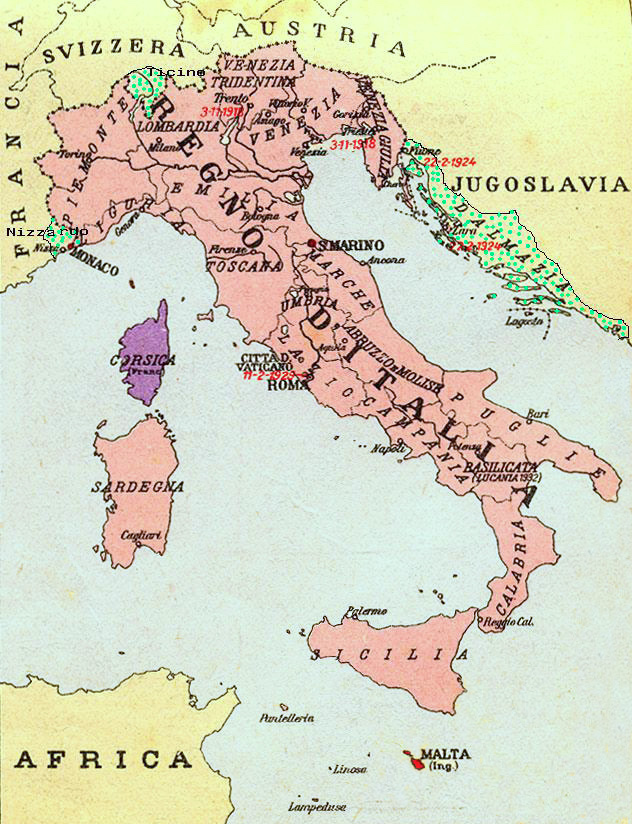
خريطة لمملكة إيطاليا (اللون الزهري) تُظهر المناطق التي طالب بها الوحدويون الإيطاليون (الأخضر والبنفسجي والأحمر)

الوحدوية الإيطالية في كورسيكا هي حركة ثقافية وتاريخية رُوج لها من قِبل إيطاليين وأشخاص من كورسيكا اعتبروا أنفسهم جزءًا من إيطاليا وليس من فرنسا، وشجعوا ضم الجزيرة إلى إيطاليا.

## سجل تاريخي

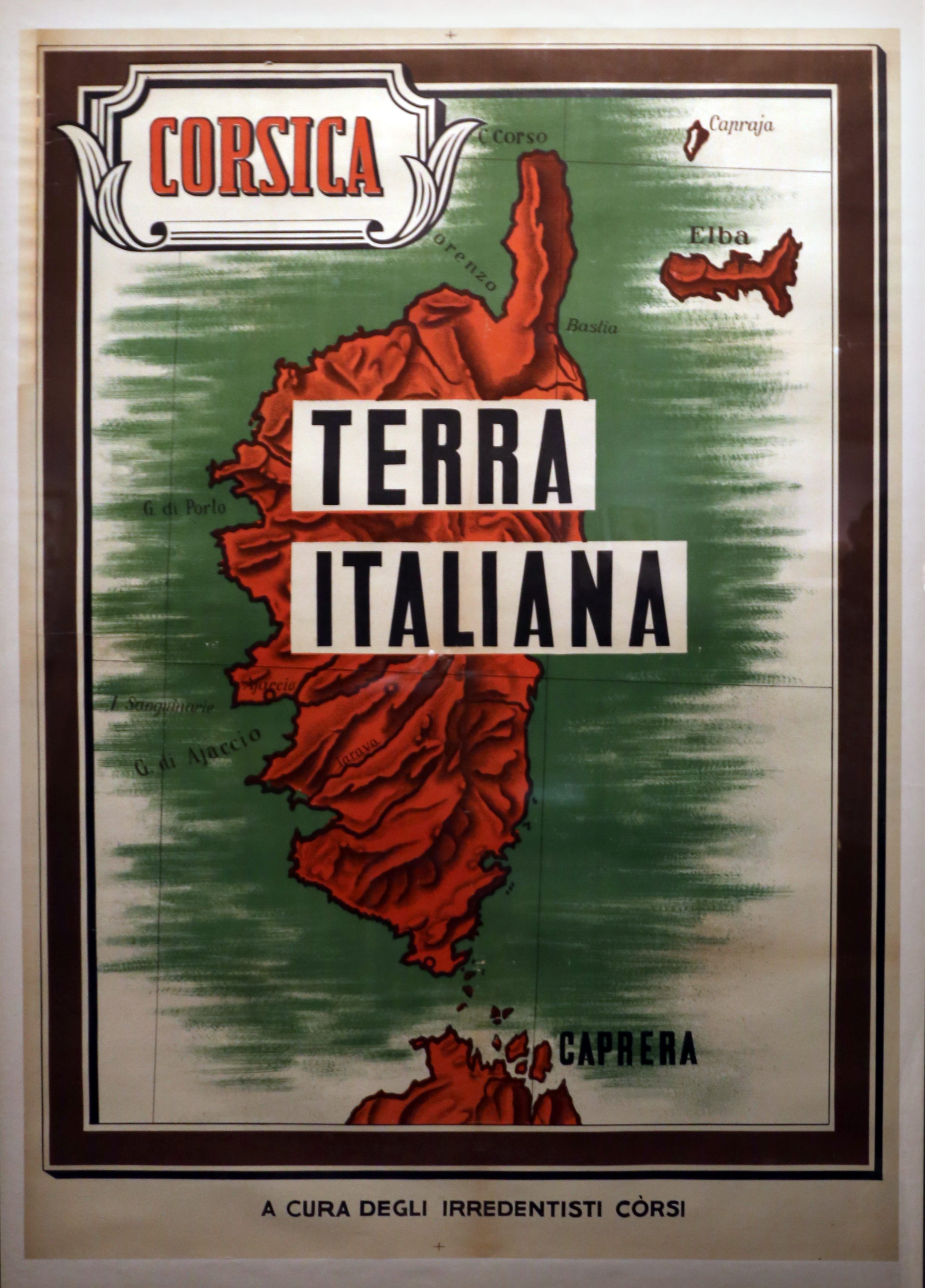
أحد مقتنيات متحف كورسيكا تعكس التحولات التاريخية خلال فترة الوحدة الإيطالية

كانت كورسيكا لقرونٍ جزءًا من جمهورية جنوة حتى عام 1768، وذلك حين تنازلت الجمهورية عن الجزيرة إلى فرنسا، قبل سنة من ولادة نابليون بونابرت في العاصمة أجاكسيو. تحت الحكم الفرنسي، مُنع استخدام الكورسيكية (لغة إقليمية ذات صلة وثيقة بالإيطالية) تدريجيًا لصالح اللغة الرسمية الفرنسية.
دعا جوزيبي غاريبالدي إلى دمج «الكورسيكيين الإيطاليين» ضمن إيطاليا حين ضُمت روما إلى مملكة إيطاليا، لكن الملك فيكتور إيمانويل الثاني لم يوافق على الأمر.
لم يؤثر مسار الوحدوية الإيطالية على كورسيكا كثيرًا، وخلال الحكم الفاشي لبينيتو موسوليني تأسست أولى المنظمات التي تدعو بقوة إلى توحيد الجزيرة مع مملكة إيطاليا.
قبل الحرب العالمية الأولى، أسس الأستاذ فرانسيسكو غيري في مدينة ليفورنو دورية كورسيكا أنتيكا إي موديرنا (كورسيكا القديمة والحديثة)، المستوحاة من أرشيفيو ستوريكو دي كورسيكا (السجلات التاريخية لكورسيكا) الخاصة بجواكينو فولبي. أنشأ بيترو روكا في عشرينيات القرن العشرين حزب الاستقلالية الكورسيكي، الذي كان زعيمه، بدعمٍ من المونسنيور دومينيكو بارلوتي والطبيب كروس، مدير «أرشيفي دي ستاتو ديلا كورسيكا (سجلات دولة كورسيكا)».
قبل وأثناء الحرب العالمية الثانية، نظم بعض المفكرين الكورسيكيين بروباغندا مؤيدة لإيطاليا ونشاطات ثقافية في إيطاليا (ولا سيما في المنظمات الثقافية الكورسيكية). من بينهم ماركو أنجيلي وبيرتينو بولي وماركيتي لوكاروتي وغريمالدي وبيترو جيوفاكيني، الذي اقتُرح اسمه لاحقًا ليكون حاكم كورسيكا المحتمل في حال ضمتها إيطاليا. كان الأشهر بينهم بيترو جيوفاكيني، الذي اعتبر باسكال باولي (بطل كورسيكا) بشير الوحدوية الكورسيكية التي تدعم توحيد الجزيرة مع إيطاليا. بلغت عضوية «غروبي دي كولتورا كورسا (منظمات الثقافة الكورسيكية)» التابعة لجيوفاكيني 72,000 عضوًا بحلول 1940، وفقًا للمؤرخ آر. إتش. راينيرو.
في نوفمبر 1942 احتلت قوات الجيش السابعة التابعة للجيش الملكي الإيطالي (ريجيو إيسركيتو) كورسيكا في إطار الرد الألماني على وصول الحلفاء إلى أفريقيا، تُركت الجزيرة تحت السيادة الرسمية لفرنسا الفيشية. بسبب نقص حركات المقاومة الشعبية الموالية في البداية ولتجنب المشاكل مع المارشال فيليب بيتان، لم تُشكل أي وحدة كورسيكية تحت السيطرة الإيطالية (عدا عن كتائب عمالية في مارس 1943). على أي حال، أُحدثت حركة مقاومة قائمة على السكان المحليين المواليين لفرنسا والمدعومة من قِبل قادة فرنسا الحرة، تعارض البروباغندا الوحدوية والاحتلال الإيطالي، وقُمعت من قِبل القوات الفاشية ولاحقًا من قِبل القوات الألمانية.
تعاون بعض الضباط الوحدويون من الجيش الكورسيكي مع إيطاليا، من بينهم الرائد المتقاعد بانتالاتشي (وابنه أنتونيو) والعقيد مونديلي والعقيد سيمون بيترو كريستوفيني (وزوجته مارتا رينوتشي، أول صحفية كورسيكية امرأة). بعد استعادة كورسيكا من قِبل قوات فرنسا الحرة وقوات المقاومة، إلى جانب بعض القوات الإيطالية التي وقفت مع الحلفاء، أُعدم بيترو كريستوفيني عام 1943. حوكم ما يقارب 100 متعاون وحدوي (من بينهم مفكرين) من قِبل السلطات الفرنسية عام 1946، حُكم على ثمانية منهم بالموت، لكن لم يُعدم أي منهم. حُكم على بيترو جيوفاكيني بالإعدام أيضًا، لكنه فر إلى إيطاليا حيث لجأ حتى وفاته 1955. اندثرت الوحدوية الإيطالية بوصفها حركة فاعلة في كورسيكا بوفاته.[بحاجة لمصدر]

### بيترو كريستوفيني
ولد الكولونيل بيترو كريستوفيني (أو بيترو سايمون كريستوفيني) في كالينزانا (قرب كالفي، كورسيكا) في 26 مايو 1903 وفي 1939 أصبح نقيب فوج المشاة الجزائري الثالث. كان في البداية داعمًا لبيتان. بعد احتلال الحلفاء لشمال أفريقيا الفرنسية قاد الكتيبة الأفريقية.
في تونس أُصيب في إحدى عينيه وقابل بعدها، قبل العودة إلى كورسيكا، بينيتو موسوليني في روما. كان داعمًا للوحدة بين كورسيكا وإيطاليا. تعاون بشكل فاعل مع القوات الإيطالية في كورسيكا خلال الأشهر الأولى من عام 1943. في الجزيرة، عمل مع بيترو جيوفاكيني (الحاكم المحتمل لكورسيكا إذا انتصرت دول المحور في الحرب). ساعد كريستوفيني، بكونه رئيس قوات أجاكسيو، الجيش الإيطالي لقمع المقاومة في كورسيكا قبل الهدنة الإيطالية في سبتمبر 1943.
حوكم بتهمة الخيانة بعد أن استعاد الحلفاء كورسيكا، وحُكم عليه بالإعدام. حاول الانتحار، وأُعدم وهو يعاني من جراحه في نوفمبر 1943. حُكم على زوجته، مارتا رينوتشي، عام 1946 بالسجن لمدة 15 عامًا في الجزائر بتهمة دعمها للوحدوية وتعاونها مع الفاشية الإيطالية، لكنها لم تقضي سوى حكمًا مخففًا.